# Spermacoce platyloba
Spermacoce platyloba är en måreväxtart som beskrevs av Harwood. Spermacoce platyloba ingår i släktet Spermacoce och familjen måreväxter. Inga underarter finns listade i Catalogue of Life.